# Harpobittacus similis
Harpobittacus similis är en näbbsländeart som beskrevs av Peter Esben-Petersen 1935. 
Harpobittacus similis ingår i släktet Harpobittacus och familjen styltsländor. Inga underarter finns listade i Catalogue of Life.